# Ernestine Rose
Ernestine Louise Rose (Piotrków Trybunalski, 13 januari 1810 – Brighton, 4 augustus 1892) was een Amerikaanse feministe en abolitioniste van Poolse origine. Ze was een centrale figuur in de Amerikaanse vrouwenrechtenbeweging van de negentiende eeuw.

## Leven
Ze werd als Ernestine Sigismund Polowsky geboren in het getto van Piotrków Trybunalski. Als dochter van een rabbijn ontving zij een betere opleiding dan de meeste meisjes in haar omgeving. Ze leerde Hebreeuws en las de Tora. Op haar veertiende begon ze de leer van het joodse geloof afvallig te raken, omdat die naar haar mening vrouwen achterstelde.
Toen haar moeder stierf in 1826 regelde Ernestines vader een huwelijk met een aanmerkelijk oudere man die door haar te trouwen aanspraak kon maken op de erfenis. Ernestine, die destijds pas 16 jaar oud was, beklaagde zich over het huwelijksverdrag en streed er voor het gerecht voor om haar eigen bezit te mogen behouden. Een jaar later verliet ze Polen.
Ze verhuisde eerst naar Berlijn, waar ze zich ondanks de hindernissen van anti-Joodse wetgeving twee jaar lang vestigde. Ze vond een soort luchtverfrisser uit. De verkoop hiervan gebruikte ze voor het financieren van haar verdere reizen. Ze verhuisde eerst naar Nederland, toen naar Frankrijk en ten slotte in 1831 naar Engeland. Daar raakte ze sociaal politiek geëngageerd en leerde zo onder meer Elizabeth Fry en Robert Owen kennen. Met Owen richtte ze in 1835 de Association of All Classes of All Nations op. Het jaar daarop trouwde ze met de edelsmid William Rose, waarmee ze nog hetzelfde jaar naar New York verhuisde.
In New York zette Ernestine Rose zich wederom in voor het recht op eigen bezit voor getrouwde vrouwen. Samen met Paula Wright Davis en Elizabeth Cady Stanton organiseerde ze een campagne voor een wetsvoorstel hieromtrent, ook al was het pas na jaren strijd, in 1849, succesvol. Ze raakte betrokken bij de vrijdenkersbeweging en schreef voor het vrijdenkerstijdschrift Boston Investigator en sprak op geloofskritische conferenties.
Ze nam in 1850 aan de eerste Amerikaanse vrouwenrechtenconferentie deel. Haar inbreng bestond uit een resolutie voor de politieke, gerechtelijke en sociale gelijkstelling van vrouw en man. In de jaren daarna sprak ze regelmatig op vergelijkbare bijeenkomsten.
Tijdens de Amerikaanse Burgeroorlog sprak Rose zich uit voor de afschaffing van slavernij. Na het einde van de oorlog zette ze zich samen met Elizabeth Cady Stanton en Susan B. Anthony in voor het vrouwenkiesrecht en voor de burgerrechten van voormalige slaven.
Ze keerde in 1873 met haar echtgenoot terug naar Engeland. William Rose stierf in 1882. Tien laar later overleed Ernestine Rose in Brighton, op 82-jarige leeftijd. Ze werd begraven op de Highgate Cemetery.